# 大明律
大明律（だいみんりつ）とは、中国明朝の法令。建国皇帝の朱元璋が従来の法令とその施行状況を研究して作った詳細な法体系である。

## 制定の経緯
『明史・刑法志』の記述によると、大明律は至正25年（1365年）、朱元璋が武昌を占領した頃から着手が始まった。1367年、朱元璋は呉王を称するようになり、左丞相の李善長に律令総裁官を命じ、編集を開始させた。同年年末に完成し、令145条、律285条が制定された。また、この律令の解説書『律令直解』を地方に配布して、この律令と矛盾する地方の法律を廃止あるいは修正させた。
洪武六年（1373年）冬、朱元璋は刑部尚書の劉惟謙に律令の改正を命じ、翌々年完了した。これをしばらく施行し、不都合を修正した第3次改正を行い、洪武三十年（1397年）に『大明律』として正式に公布された。これ以後、各司法部門での裁決は大明律に基づいて行われるようになった。
大明律は明朝を通じてほとんど改訂することなく施行された。ただし、明朝中期の万暦時に一部改訂がなされ、刑部尚書の舒化により注釈の作成と、条文間の整合が行われた。

## 内容
大明律は全30巻と、頻出例を載せた1巻から成り、全460条であった。
大明律は吏律二巻、戸律七巻、礼律二巻、兵律五巻、刑律十一巻、工律二巻の6律に分けられている。この区分は、『元典章』の流れをくむものであり、『唐律』とはかなり異なっている。
罪に関しては十悪（謀反、謀大逆、謀叛、悪逆、不道、大不敬、不孝、不睦、不義、内乱）に、罰に関しては五刑（笞刑、杖刑、徒刑、流刑、死刑）に分類された。一定の位を持つ八議（議親、議故、議功、議賢、議能、議貴、議賓）の者の扱いも定められた。
従来と比べて軽罪の罰は軽く、重罪の罰は重くされた。軽罪とされたものには、農民が地主などに対して抗議することなどがある。重罪とされたものは、謀反や大逆など内乱に繋がる行為である。新たに「奸党」の一条が設けられ、親が有罪の者が罪を犯した場合にはより重罪となった。また、「官僚と私的に交際すること」、「大臣に徳政を求めること」なども特に重罪とされた。これは、朱元璋が臣下の越権行為や私的団結を嫌ったことを強く反映している。
刑罰に関しては「唐律」の流れを汲んでおり、笞刑、杖刑、徒刑、流刑、死刑の五刑が「正刑」とされた。また、法令で定められた以外の罪（雑犯）に対しては、斬刑、絞刑、遷徒刑、充軍刑、枷号刑、刺字刑、論贖刑、凌遅刑、梟首刑、戮屍刑等が科せられることになった。従来からあった刑罰もあり、大明律で新たに作られた刑罰もある。「廷杖」は朱元璋の時から始まった刑罰で(詳しくは中国語版「廷杖」参照)、その他に大明律に定められていない残虐な刑罰も追加されていったという。特務機関の錦衣衛による死刑が最も残酷であったとされ、その弊害は著しいものだった。その後、錦衣衛から派生した東廠、西廠、内廠といった組織が相次いで設立され、その刑は峻烈を極めたという。これらはいずれも明末まで実行された。
なお、戸律の中に牙行に関連する規定が設けられている。それまでの律令でも市場に関する規定などは存在していたが、商人組合である牙行に関する規定が導入されたのは初めてであり、中国の社会経済の変化を反映していると言える。

## 備考
明の滅亡後、清は大明律を元に大清律を定めたため、大明律は用いられなくなったが、日本では江戸時代中期以後、戦国時代の法制の影響を受けて厳格であった幕藩体制の法制見直しの研究のために大明律の研究が行われた。高瀬喜朴の『大明律例訳義』や荻生北渓の『官准刊行明律』はその代表的な著作である。
また、李氏朝鮮では大明律を根拠として交奸（日本における密通に相当）は当事者が未婚既婚を問わず男女とも死刑を原則としていたが、17世紀末よりこれを倭館に滞在する対馬藩の人々にも適用しようとした。対馬藩は日本では姦通だけで死刑になる例は無いとして反発して紛争となり、1711年に日本人に対する原則死刑は回避するものの、対馬藩の責任で重罪に処すとすることを規定した辛卯約条が締結されるまで続いた。